# Lubień (Klein-Polen)
Lubień is een dorp in het Poolse woiwodschap Klein-Polen, in het district Myślenicki. De plaats maakt deel uit van de gemeente Lubień en telt 3200 inwoners.